# Bahnstrecke Erfurt Nord–Nottleben
| |                      |                            |                            |
| Streckennummer: | 6731                 |                            |                            |
| Kursbuchstrecke (DB): | 597 (1994)           |                            |                            |
| Kursbuchstrecke: | 159g (1934)          |                            |                            |
| Streckenlänge: | 21,24 km             |                            |                            |
| Spurweite: | 1435 mm (Normalspur) |                            |                            |
| |                      |                            |                            |
| \| \| \| von Erfurt Hbf \| \| \| \| 0,00 \| Erfurt Nord \| Erfurt Nord \| \| \| \| nach Wolkramshausen \| \| \| \| 0,40 \| Erfurt Nord (Kleinbahn) \| Erfurt Nord (Kleinbahn) \| \| \| 1,00 \| Erfurt Györer Straße \| Erfurt Györer Straße \| \| \| \| Gera \| \| \| \| 1,60 \| Erfurt Berliner Straße \| Erfurt Berliner Straße \| \| \| 3,60 \| Güterzentrum Marbach \| Güterzentrum Marbach \| \| \| 3,70 \| Erfurt-Marbach \| Erfurt-Marbach \| \| \| 5,10 \| Anschluss Optima \| Anschluss Optima \| \| \| 5,99 \| Erfurt West \| Erfurt West \| \| \| 8,72 \| Erfurt-Schmira \| Erfurt-Schmira \| \| \| 11,31 \| Erfurt-Bindersleben \| Erfurt-Bindersleben \| \| \| 12,20 \| Anschluss Flughafen Erfurt \| Anschluss Flughafen Erfurt \| \| \| 13,00 \| Gleisende 1967–1993 \| Gleisende 1967–1993 \| \| \| 13,22 \| Alach (b Erfurt) \| Alach (b Erfurt) \| \| \| 16,00 \| Zimmernsupra-Töttelstädt \| Zimmernsupra-Töttelstädt \| \| \| 18,79 \| Ermstedt \| Ermstedt \| \| \| 21,24 \| Nottleben \| Nottleben \| |                      |                            |                            |
| Strecke |                      | von Erfurt Hbf             | von Erfurt Hbf             |
| Bahnhof | 0,00                 | Erfurt Nord                | Erfurt Nord                |
| Abzweig ehemals geradeaus und nach rechts |                      | nach Wolkramshausen        | nach Wolkramshausen        |
| Bahnhof (Strecke außer Betrieb) | 0,40                 | Erfurt Nord (Kleinbahn)    | Erfurt Nord (Kleinbahn)    |
| Haltepunkt / Haltestelle (Strecke außer Betrieb) | 1,00                 | Erfurt Györer Straße       | Erfurt Györer Straße       |
| Brücke über Wasserlauf (Strecke außer Betrieb) |                      | Gera                       | Gera                       |
| Haltepunkt / Haltestelle (Strecke außer Betrieb) | 1,60                 | Erfurt Berliner Straße     | Erfurt Berliner Straße     |
| Abzweig geradeaus und nach links (Strecke außer Betrieb) | 3,60                 | Güterzentrum Marbach       | Güterzentrum Marbach       |
| Haltepunkt / Haltestelle (Strecke außer Betrieb) | 3,70                 | Erfurt-Marbach             | Erfurt-Marbach             |
| Abzweig geradeaus und nach links (Strecke außer Betrieb) | 5,10                 | Anschluss Optima           | Anschluss Optima           |
| Bahnhof (Strecke außer Betrieb) | 5,99                 | Erfurt West                | Erfurt West                |
| Haltepunkt / Haltestelle (Strecke außer Betrieb) | 8,72                 | Erfurt-Schmira             | Erfurt-Schmira             |
| Bahnhof (Strecke außer Betrieb) | 11,31                | Erfurt-Bindersleben        | Erfurt-Bindersleben        |
| Abzweig geradeaus und von rechts (Strecke außer Betrieb) | 12,20                | Anschluss Flughafen Erfurt | Anschluss Flughafen Erfurt |
| Kilometer-Wechsel (Strecke außer Betrieb) | 13,00                | Gleisende 1967–1993        | Gleisende 1967–1993        |
| Haltepunkt / Haltestelle (Strecke außer Betrieb) | 13,22                | Alach (b Erfurt)           | Alach (b Erfurt)           |
| Haltepunkt / Haltestelle (Strecke außer Betrieb) | 16,00                | Zimmernsupra-Töttelstädt   | Zimmernsupra-Töttelstädt   |
| Haltepunkt / Haltestelle (Strecke außer Betrieb) | 18,79                | Ermstedt                   | Ermstedt                   |
| Kopfbahnhof Streckenende (Strecke außer Betrieb) | 21,24                | Nottleben                  | Nottleben                  |

Die Bahnstrecke Erfurt Nord–Nottleben war eine Nebenbahn in Thüringen, die ursprünglich durch die private Kleinbahn-AG Erfurt-Nottleben (KEN) erbaut und betrieben wurde. Sie zweigte im Bahnhof Erfurt Nord von der Bahnstrecke Wolkramshausen–Erfurt ab und führte über Bindersleben nach Nottleben.
Der Abschnitt bis Erfurt West wurde ab 1983 als erste regelspurige Museumsbahn („Traditionsbahn“) der DR genutzt. Heute ist die gesamte Strecke stillgelegt und abgebaut.

## Geschichte
Die Kleinbahn-AG Erfurt-Nottleben wurde nach dem Ersten Weltkrieg, am 15. Oktober 1924, durch die Provinz Sachsen, die Stadt und den Landkreis Erfurt sowie zehn weitere Gemeinden gegründet. Das Stammkapital betrug 1,216 Millionen Reichsmark. Bereits 1926 kam es zu einer Kapitalaufstockung, an der sich das Deutsche Reich und Preußen beteiligten.

Aktie über 1000 RM der Kleinbahn AG Erfurt-Nottleben vom 25. Februar 1929

Am 15. April 1925 erwarb die Kleinbahn das 6,6 Kilometer lange Anschlussgleis zur ehemaligen Königlich Preußischen Gewehrfabrik, das seit dem 22. Dezember 1917 von Erfurt Nord über Marbach in die Lauentor-Straße westlich vom Petersberg führte. Mit dem Einbau einer Weiche bei Kilometer 5,1 folgte der Weiterbau nach Nottleben. Am 11. November 1926 wurde die insgesamt 21,2 Kilometer lange Strecke eröffnet. Mit der Betriebsführung war die Kleinbahnabteilung des Provinzialverbandes Sachsen in Merseburg beauftragt, die schon 1914 Baupläne erarbeitet und das Zustandekommen des Bahnbaus in schwieriger Zeit nachhaltig unterstützt hatte.
Im Jahre 1934 wurde beim Streckenkilometer 12,2 ein neuer, 1,3 Kilometer langer, Gleisanschluss für den Fliegerhorst Erfurt-Bindersleben errichtet. 1939 folgte bei Erfurt-Marbach ein weiterer für das Heeresverpflegungsamt. Der daraus resultierende Güterverkehr umfasste zwischen 150 und 180 Güterwagen am Tag. Bereits im Jahre 1939 kam es zur Einstellung des unbedeutenden Personenverkehrs zwischen Erfurt Nord und Erfurt West, da der Westbahnhof seit dem 20. Juni 1934 einen Straßenbahnanschluss hatte. Damit waren die Innenstadt und der Hauptbahnhof für Reisende wesentlich schneller erreichbar.
Ab dem 8. Dezember 1942 firmierte die Gesellschaft als Eisenbahn-AG Erfurt Nottleben.
Nach dem Zweiten Weltkrieg wurde die Strecke formal in Volkseigentum überführt und die Kleinbahngesellschaft aufgelöst. Betreiber der Strecke war fortan die Deutsche Reichsbahn (DR). Der Personenverkehr umfasste in der Nachkriegszeit bis zu zehn Personenzüge am Tag, litt aber zunehmend unter der Konkurrenz der Straße, so dass er am 28. August 1967 eingestellt und durch Busse ersetzt wurde. Nach der Stilllegung des Gleisanschlusses zum Optima-Büromaschinenwerk am 1. Februar 1966 folgte am 24. September die Einstellung des Güterverkehrs zwischen Alach und Nottleben.

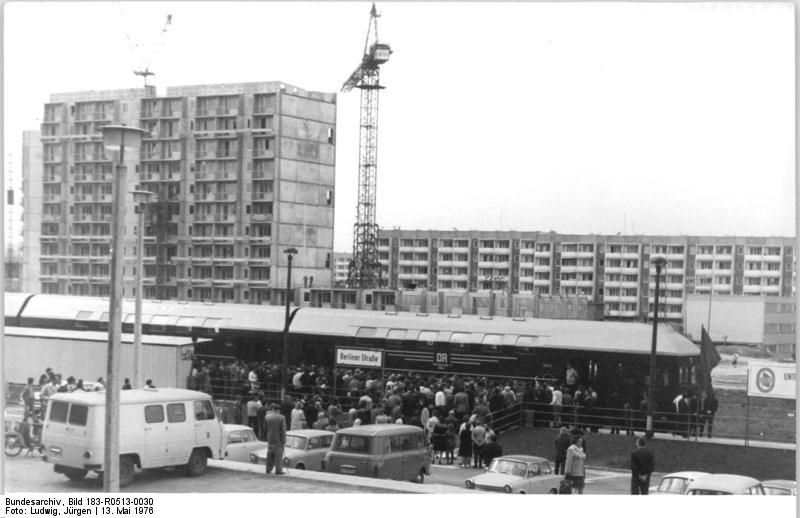
Eröffnung des Erfurter Stadtverkehrs (Haltepunkt Erfurt Berliner Straße, 13. Mai 1976)

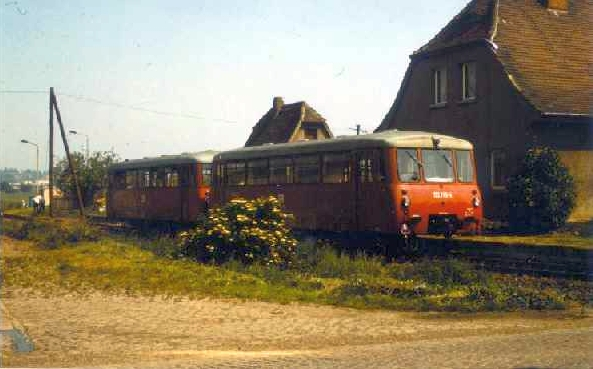
Bahnhof Erfurt-Bindersleben (1987)

Während der westliche Streckenabschnitt fortan nicht mehr genutzt und in den 1970er Jahren abgebaut wurde, nahm der Verkehr auf der Reststrecke noch einmal zu. Die Großwohnsiedlungen im Erfurter Norden mussten an das Stadtzentrum angebunden werden, und die Strecke führte mitten hindurch. Im Jahr 1976 wurde daher wieder ein regelmäßiger Personenverkehr bis zum neuen Haltepunkt Berliner Straße eingerichtet. Die vor allem dem Berufsverkehr dienenden Wendezüge mit Diesellokomotiven von und nach Erfurt Hbf wurden als S-Bahn Erfurt bezeichnet.
Darüber hinaus wurde die Strecke Heimat der ersten regelspurigen Traditionsbahn der DDR. Im Zuge der Feierlichkeiten zu „100 Jahre Reichsbahndirektion Erfurt“ wurde im Juni 1982 auf dem Bahnhof Erfurt West eine Fahrzeugausstellung gezeigt, sowie für mehrere Tage musealer Verkehr durchgeführt. Die große Resonanz führte zur Etablierung eines regelmäßigen historischen Betriebes ab 1983 als „Traditionsbahn Erfurt West“. In den Folgejahren verkehrten an verschiedenen Wochenenden mit Dampflokomotiven bespannte Museumszüge von Erfurt Hbf bis Erfurt West, gelegentlich auch bis Bindersleben.
Doch als 1992 der Güterverkehr zum Flughafen Erfurt (heute Flughafen Erfurt-Weimar) eingestellt wurde, bedeutete dies auch das Ende des historischen Verkehrs. Ein Verkauf der Strecke an die ehrenamtlichen Museumseisenbahner scheiterte am Preis. Die Personenzüge bis Erfurt Berliner Straße verkehrten noch bis zum 28. Mai 1995. Es blieb allein der Güterverkehr für den Gleisanschluss des Marbacher Silos (ehemals Heeresverpflegungsamt), betrieben noch bis 2003.

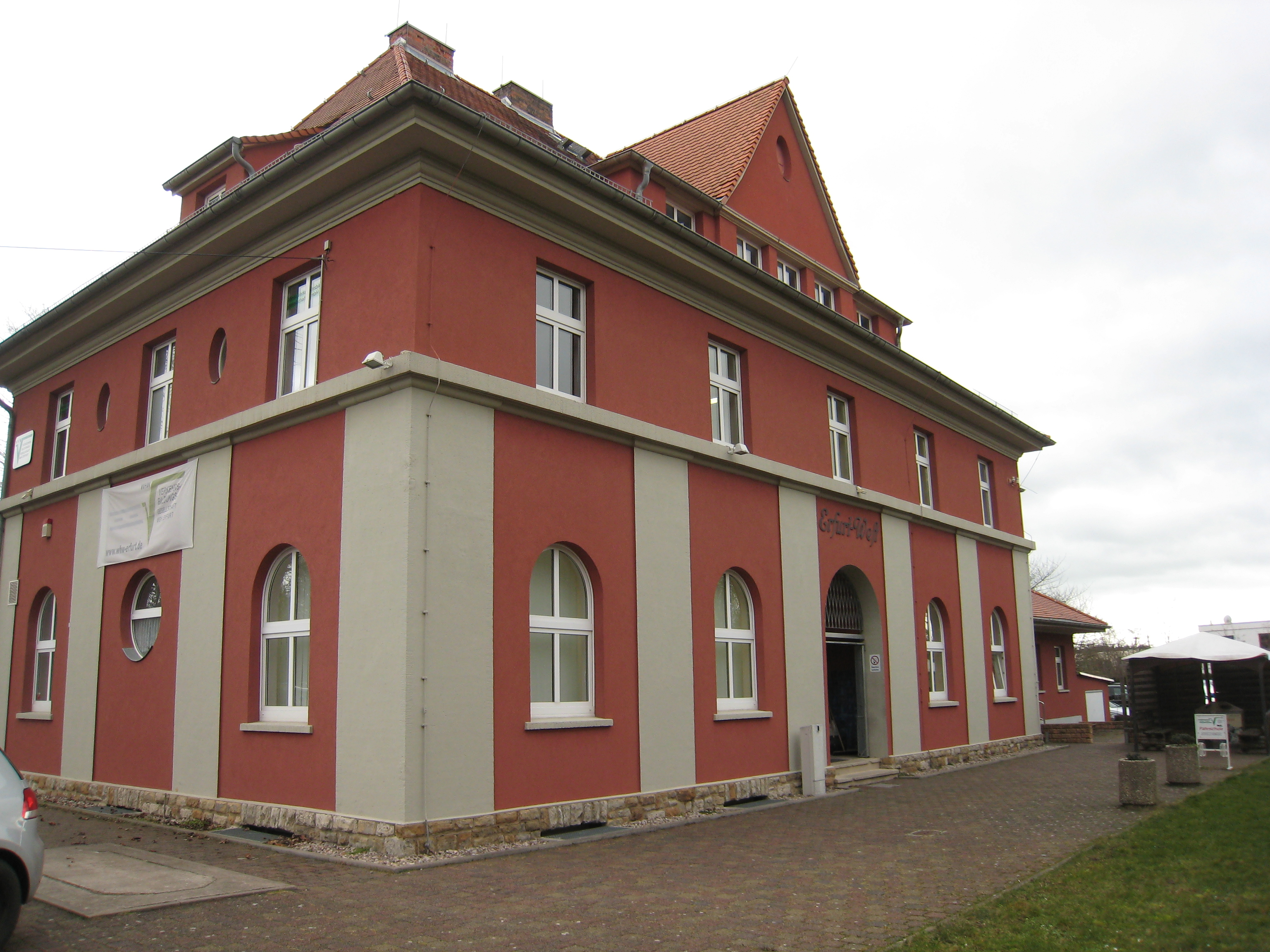
Bahnhof Erfurt West (2016)

Die Strecke zwischen Erfurt Nord und Erfurt-Marbach wurde anschließend zum 31. Dezember 2003 stillgelegt. Im Jahr 2004 wurde der schon Ende Februar 1998 stillgelegte Abschnitt nach Bindersleben abgebaut. Bei Sanierungsarbeiten der Straßenkreuzung Mittelhäuser Kreuz wurde 2012 die Mittelhäuser Straße abschnittsweise saniert und dabei auch das Gleis des ehemaligen Bahnübergangs entfernt.
In Vorbereitung auf die Bundesgartenschau 2021 gab es im Jahr 2015 die Idee, die Strecke erneut zu beleben, um Besucher vom Erfurter Hauptbahnhof in die Gera-Aue zu befördern. Alternativideen waren ein Radweg oder die Nutzung als Draisinen-Strecke. Letztendlich wurde keine der Ideen realisiert. Stattdessen wurde im November 2018 die Brücke über die Gera entfernt. 2019 erfolgte zwischen der Brücke und Erfurt-Marbach die Renaturierung des Marbachs einschließlich des Rückbaus der Station Berliner Straße, wobei auch die Gleise dort entfernt wurden.

## Streckenbeschreibung
Die normalspurige Strecke begann im Bahnhof Erfurt Nord, 800 Meter vom Bahnhof der Bahnstrecke Wolkramshausen–Erfurt entfernt, und führte um die Stadt herum nach Erfurt West, wo sich die Bahnverwaltung befand. Dann wandte sie sich nach Westen und erreichte über Bindersleben nach 21,2 Kilometern Nottleben, das heute zum Landkreis Gotha gehört, während das übrige Gebiet zum Stadtgebiet Erfurt gekommen ist. Damals lag westlich von Nottleben die Landesgrenze, die einem Weiterbau entgegenstand.